# Christian Carstensen

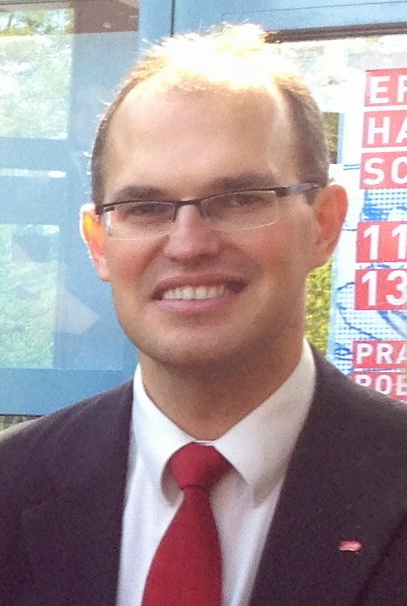
Christian Carstensen, 2013

Christian Carstensen (* 11. März 1973 in Hamburg) ist ein deutscher Politiker (SPD) und ehemaliger Bundestagsabgeordneter.

## Leben und Beruf
Nach der Mittleren Reife 1989 absolvierte Christian Carstensen eine Ausbildung zum Bankkaufmann bei der Dresdner Bank in Hamburg, die er Anfang 1992 beendete. Im Anschluss daran arbeitete er in der Kreditabteilung der Dresdner Bank.
Zu Beginn seiner Ausbildung am 1. August 1989 wurde Christian Carstensen Mitglied der Gewerkschaft Handel, Banken und Versicherungen (HBV; heute Teil von ver.di). Dort engagierte er sich u. a. als Mitglied der bundesweiten Tarifkommission für das Bankgewerbe, als Mitglied im Bundesjugendvorstand, als Delegierter auf Bundesjugendkonferenzen der HBV und des DGB sowie als Jugendvertreter in der Dresdner Bank.
Von 1993 bis 1994 leistete er seinen Zivildienst bei der Arbeiterwohlfahrt in Hamburg ab und begann im Wintersemester 1994 ein Studium der Volkswirtschaftslehre an der Hamburger Universität für Wirtschaft und Politik (HWP), das er 1997 als Dipl. Volkswirt beendete. 1998 trat er als persönlicher Mitarbeiter und Pressesprecher des Hamburger Bausenators Eugen Wagner (SPD) in die Hamburger Baubehörde ein. Nach dem Regierungswechsel in Hamburg wurde er 2001 wissenschaftlicher Angestellter im Amt für Verkehr und Straßenwesen und übernahm 2004 die Leitung des Sachgebiets Verkehrsangelegenheiten auf Bundesebene. Nach seiner Rückkehr in die Behörde war Carstensen zunächst von 2010 bis 2015 als Referent der Beteiligungsverwaltung tätig. Von 2015 bis 2025 leitete er die Präsidialabteilung in der Behörde für Stadtentwicklung und Wohnen, vormals die Behörde für Stadtentwicklung und Umwelt.
Im Mai 2010 verlor er als Kandidat der SPD die Wahl zum Bürgermeister von Henstedt-Ulzburg gegen Torsten Thormählen (parteilos) und am 15. Juni 2014 unterlag er als Spitzenkandidat einer SPD/CDU/Grüne/FDP-Koalition bei der Bürgermeisterwahl in Schwarzenbek gegen die parteilose Bewerberin Ute Borchers-Seelig.
Am 1. Juli 2025 wurde Carstensen mit 37 von 49 Stimmen von der Bezirksversammlung Harburg zum Bezirksamtsleiter gewählt. Der Senat ernannte ihn daraufhin ab 1. August 2025 für sechs Jahre zum Bezirksamtsleiter.
Carstensen ist verheiratet und hat zwei Töchter.

## Politisches Engagement

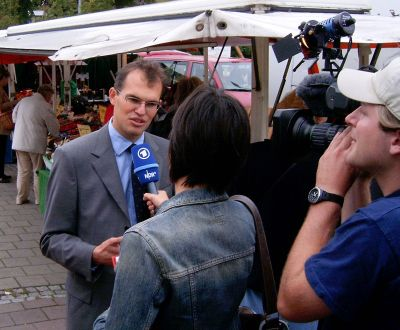
Carstensen im Wahlkampf

Carstensen ist seit 1989 Mitglied der SPD. Er engagierte sich zunächst bei den Jusos, deren Kreisvorsitzender in Hamburg-Nord er von 1994 bis 1996 war. Von 2000 bis 2008 und von 2012 bis 2013 war er Vorsitzender der SPD Langenhorn-Süd. Diese Funktion hat er seit 2020 erneut inne.
Seit 2021 ist er Mitglied im Präsidium des Landesparteitags der Hamburger SPD.
Von 2005 bis 2015 war er Hamburger Vorsitzender des Autoclub Europa (ACE). In dieser Funktionen arbeitete er u. a. mit der S-Bahn Hamburg zusammen, um ein ganzheitliches Mobilitätsangebot in der Stadt zu befördern.
Seit 2015 ist Carstensen als Beisitzer im Hamburger ACE-Vorstand aktiv.

## Abgeordneter
Christian Carstensen gehörte von 2001 bis 2005 der Bezirksversammlung von Hamburg-Nord an. Dort engagierte er sich hauptsächlich im Jugendhilfeausschuss, im Ausschuss für Gesundheit und Soziales sowie im Ortsausschuss (heute Regionalausschuss) Langenhorn-Fuhlsbüttel. Außerdem war er Mitglied der Fluglärmschutzkommission am Hamburger Flughafen.
Bei der Bundestagswahl 2005 zog er mit 43,3 % der Erststimmen als direkt gewählter Abgeordneter des Wahlkreises Hamburg-Nord in den Bundestag ein.
Als Mitglied des Deutschen Bundestages war er Mitglied im Ausschuss für Verkehr, Bau und Stadtentwicklung sowie stellvertretendes Mitglied im Ausschuss für Familie, Senioren, Frauen und Jugend. Christian Carstensen war luftverkehrspolitischer Sprecher und Vorsitzender der Landesgruppe Hamburg in der SPD-Bundestagsfraktion.
Bei der Bundestagswahl 2009 verlor Carstensen sein Direktmandat an Dirk Fischer von der CDU. Auch sein Landeslistenplatz 6 reichte nicht für ein Bundestagsmandat.
Im Dezember 2012 wurde Carstensen erneut zum Direktkandidaten im Wahlkreis Hamburg-Nord gewählt. Seine Mitbewerber waren der ehemalige ver.di-Landesbezirksleiter Wolfgang Rose, der im November 2012 seine Kandidatur zurückzog, und die stellvertretende Landesvorsitzende Inka Damerau. Bei der Bundestagswahl 2013 erhielt er erneut weniger Stimmen als Dirk Fischer.